# Ядерное горение лития
Ядерное горение лития (англ. lithium burning) — процесс нуклеосинтеза, при котором в звезде исчерпываются запасы лития. Литий обычно присутствует в составе коричневых карликов, но отсутствует в маломассивных звёздах. Звёзды, которые смогли достигнуть высоких температур (2,5 × 106 K), необходимых для начала ядерных реакций с участием водорода, быстро исчерпывают запасы лития. При столкновении лития-7 и протона образуются два ядра гелия-4. Температура, необходимая для протекания подобной реакции, немного меньше температуры, минимальной для горения водорода. Конвекция в маломассивных звёздах приводит к исчезновению лития во всём объёме звезды. Следовательно, наличие спектральных линий лития показывает, что данное небесное тело является субзвёздным объектом.
Исследование содержания лития в 53 звёздах типа T Тельца показало, что уменьшение содержания лития сильно варьируется в зависимости от размера звезды, вероятно, горение гелия в ходе протон-протонных реакций в течение последних конвективных и неустойчивых стадий эволюции до главной последовательности на этапе сжатия Хаяси может быть одним из основных источников энергии в звёздах типа T Тельца.  Быстрое вращение усиливает перемешивание вещества и увеличивает темп переноса лития в более глубокие слои звезды, где он вовлекается в ядерные реакции. Звёзды типа T Тельца обычно усиливают скорость вращения в ходе эволюции по мере сжатия и при сохранении углового момента. Вследствие этого темп разрушения лития увеличивается со временем. Горение лития также усиливается при увеличении температуры и массы и длится самое большее около 100 миллионов лет. 
Протон-протонная цепочка для горения лития выглядит следующим образом:
| p     | + | 6 3Li | → | 7 4Be   |           | (нестабилен) |
| 7 4Be | + | e−    | → | 7 3Li   | + ν       |              |
| p     | + | 7 3Li | → | 8 4Be   |           | (нестабилен) |
|       |   | 8 4Be | → | 2 4 2He | + энергия |              |
Горение лития не происходит в звёздах с массой менее 60 масс Юпитера. Таким образом, темп уменьшения количества лития можно использовать для оценки возраста звезды. 
Использование лития для разделения коричневых карликов и маломассивных звёзд обычно называют литиевым тестом. Более тяжёлые звёзды, такие как Солнце, могут сохранять литий во внешней части атмосферы, которая не разогревается для достаточных для горения лития температур, но такие звёзды можно отличить от коричневых карликов по размерам. Молодые коричневые карлики наибольших возможных масс 60–75 MJ достаточно горячи для сжигания лития. Карлики с массой более 65 MJ могут сжигать литий в возрасте около полумиллиарда лет.